# Władysław Piniński
Władysław Leonard Piniński herbu Jastrzębiec (ur. 15 maja 1893 w Suszczynie, zm. prawdop. 1945 w III Rzeszy) – major kawalerii Wojska Polskiego, hrabia, ziemianin, jeździec, hodowca koni.

## Życiorys
W 1913 jako jednoroczny ochotnik C. K. Armii w szeregach 1 pułku ułanów brał udział w zawodach hippicznych. Podczas I wojny światowej w korpusie kawalerii został awansowany na stopień podporucznika rezerwy z dniem 20 stycznia 1915, a następnie na stopień porucznika służby czynnej 1 maja 1916. Pozostawał z przydziałem do 1 pułku ułanów: około 1915/1916 w rezerwie, a następnie do 1918 w służbie czynnej
Po odzyskaniu przez Polskę niepodległości został przyjęty do Wojska Polskiego w 1918. Został awansowany na stopień rotmistrza kawalerii ze starszeństwem z dniem 1 czerwca 1919. W 1923, 1924 był oficerem rezerwowym (byłym zawodowym) 8 pułku ułanów Księcia Józefa Poniatowskiego w Krakowie. W 1934 w stopniu rotmistrza był oficerem rezerwy 8 pułku ułanów i pozostawał wówczas w ewidencji Powiatowej Komendy Uzupełnień Tarnopol Miasto. Później awansowany na stopień majora kawalerii.
Brał udział w zawodach jeździeckich o mistrzostwo dowództw okręgów korpusów. Był działaczem Towarzystwa Zachęty do Hodowli Koni w Polsce; jako członek zarządu władz centralnych od 1937 (sekretarzem generalnym był por. kaw. Tadeusz Possart), pełnił funkcję prezesa Małopolskiego Towarzystwa Zachęty do Hodowli Koni we Lwowie (wybrany ponownie w styczniu 1937) i w tym charakterze był organizatorem wyścigów konnych na torze w dzielnicy Persenkówka. Był członkiem Towarzystwa Hodowli Konia Arabskiego.
Był ziemianinem, właścicielem dóbr Suszczyn i Ostalce (a jego brat Mieczysław – uniwersalny spadkobierca po Leonie Pinińskim, był właścicielem dóbr Zielonej i Pajówka) oraz Rozłucz, Iwanówka i Las Nadwolica (dawniej Las Grzymałowski).
W czasie kampanii wrześniowej 1939 roku był komendantem Kwatery Głównej Kresowej Brygady Kawalerii. W okresie okupacji niemieckiej został odtwórcą jednostki kontynuującej tradycje macierzystego 8 pułku ułanów Księcia Józefa Poniatowskiego w ramach Armii Krajowej, określanej jako dywizjon krakowski AK i był jego dowódcą od 1942 do 1944. Został aresztowany i osadzony w obozie niemieckim Groß-Rosen. Zmarł prawdopodobnie tam lub po ewakuacji więzienia, podczas marszu w styczniu 1945 do obozu Dora.

## Rodzina
Urodził się 15 maja 1893 jako syn hr. Aleksandra Augusta (1864–1902) i Ireny z domu hr. Wolańskiej (1871–1929). Miał brata Mieczysława (1895–1945). Obaj byli bratankami Leona Pinińskiego i Mieczysława Pinińskiego (1862-1918).

## Odznaczenia
- Krzyż Walecznych

austro-węgierskie
- Srebrny Medal Zasługi Wojskowej na wstążce Krzyża Zasługi Wojskowej (przed 1917)[6] z mieczami (przed 1918)[7]
- Brązowy Medal Zasługi Wojskowej na wstążce Krzyża Zasługi Wojskowej (przed 1916)[5] z mieczami (przed 1918)[7]
- Srebrny Medal Waleczności 2 klasy (przed 1918)[7]
- Krzyż Wojskowy Karola (przed 1918)[7]
- Krzyż Pamiątkowy Mobilizacji 1912–1913 (przed 1918)[7]